# Seeds of Vengeance
Seeds of Vengeance è un film muto del 1920 diretto da Oliver L. Sellers. La sceneggiatura di Sada Cowan si basa su The Sowing of Alderson Cree, romanzo di Margaret Prescott Montague pubblicato a New York nel 1907.

## Trama
Dopo che Martha Ryerson, fuggita da casa con la figliastra Eileen per sottrarsi alle violenze di suo marito Kip, viene accolta in casa dei Cree, Kip attira in un'imboscata Alderson Cree, ferendolo gravemente. Prima di morire, Alderson si fa promettere dal figlio David di vendicarlo quando sarà grande ma poi, quando il ragazzino corre a cercare aiuto, chiede a Martha, rimasta ad assisterlo, di liberare David da quella terribile promessa. Lei, volendo però liberarsi del marito brutale, non dice niente a David e Kip viene scacciato dal paese dagli abitanti capitanati da Hedrick, il gestore del locale drugstore. Quando Hedrick annuncia la morte di Kip, David è liberato dal giuramento. Passano gli anni. David, ormai adulto, è fidanzato con Mary Reddin. Un giorno, in città, ritorna Kip e la madre di David ricorda al figlio la promessa fatta al padre morente. Mentre David si mette in caccia, Mary, la fidanzata, incontra Martha che le confessa l'ultimo desiderio espresso da Alderson, quello di liberare il figlio dalla promessa di una vendetta. La ragazza, allora, corre ad avvisare David ma arriva tardi. Durante la lotta tra i due uomini, Kip cade giù da una scarpata, sfracellandosi e portando, con la sua morte, a compimento i "semi della vendetta".

## Produzione
Il film fu prodotto dalla Charles R. McCauley Photoplays con il titolo di lavorazione The Sowing of Alderson Cree. Venne girato nell'aprile 1920.

## Distribuzione
Il copyright del film, richiesto dalla C. R. Macauley Photoplays, Inc., fu registrato il 4 ottobre 1920 con il numero LP15608.

Distribuito dalla Select Pictures Corporation, il film uscì nelle sale statunitensi il 19 agosto 1920.
Non si conoscono copie ancora esistenti della pellicola che viene considerata presumibilmente perduta.